# 丁峰駅 (黄海北道)
丁峰駅（チョンボンえき）は朝鮮民主主義人民共和国黄海北道新渓郡にある、朝鮮民主主義人民共和国鉄道省の駅である。集中貨物駅として、新渓郡のほか谷山郡・新坪郡・遂安郡の貨物を取り扱っている。

## 隣の駅
朝鮮民主主義人民共和国鉄道省
青年伊川線
新渓駅 - 丁峰駅 - 支下里駅